# Cryptodaphne rugosa
Cryptodaphne rugosa é uma espécie de gastrópode do gênero Cryptodaphne, pertencente à família Raphitomidae.